# Мининская (Архангельская область)
Мининская — деревня в Вельском районе Архангельской области. Входит в состав Муниципального образования «Усть-Вельское».

## География
Деревня расположена в южной части Архангельской области, в таёжной зоне, в пределах северной части Русской равнины, в 17 километрах на юго-запад от города Вельска по автомобильной дороге Коноша-Вельск-Шангалы, на левом берегу реки Пежма притока Ваги. Ближайшие населённые пункты: на северо-западе деревня Шелюбинская.
Часовой пояс
Мининская, как и вся Архангельская область, находится в часовой зоне МСК (московское время). Смещение применяемого времени относительно UTC составляет +3:00.

## Население
| 2002 | 2010 | 2012 | 2014 |
| ---- | ---- | ---- | ---- |
| 5    | ↘0   | →0   | →0   |

## История
Указана в «Списке населённых мест по сведениям 1859 года» в составе Вельского уезда(2-го стана) Вологодской губернии под номером «2522» как «Мининская». Насчитывала 14 дворов, 41 жителя мужского пола и 42 женского.